# Kalíninski (Ust-Labinsk)
Kalíninski (del ruso: Калининский) es un jútor del raión de Ust-Labinsk del krai de Krasnodar de Rusia. Está situado a orillas del río Sredni Zelenchuk, tributario del río Zelenchuk Vtorói, afluente del río Kubán, 28 km al este de Ust-Labinsk y 86 km al nordeste de Krasnodar, la capital del krai. Tenía 621 habitantes en 2010.
Pertenece al municipio Brátskoye.